# إعلان الأمم المتحدة بشأن القضاء على جميع أشكال التعصب والتمييز على أساس الدين أو المعتقد
إعلان الأمم المتحدة بشأن القضاء على جميع أشكال التعصب والتمييز على أساس الدين أو المعتقد هو قرار للأمم المتحدة، تم تمريره بالإجماع في 25 نوفمبر 1981. تم تحديد «حرية الفكر والضمير والدين» لأول مرة في المادة 18 من الإعلان العالمي لحقوق الإنسان. يوضح القرار بشكل أكبر حقوق الإنسان فيما يتعلق بحرية الدين. يحدد إعلان حقوق الإنسان الحريات الدينية ويؤكد إعلان القضاء على جميع أشكال التعصب والتمييز على «الحق في حرية الفكر أو الضمير أو الدين أو أي معتقد». تم اعتماد الإعلان بالإجماع بعد 19 عامًا من تقديم طلب المستشار الاقتصادي والاجتماعي لإعداد إعلان يتناول التعصب الديني.

## ملخص
المادة 1: لكل فرد الحق في حرية الفكر والوجدان والدين.
المادة 2: لكل فرد الحق في عدم التعرض للتمييز. «التعصب والتمييز على أساس الدين أو المعتقد» يعني أي تفرقة أو استبعاد أو تقييد أو تفضيل على أساس الدين أو المعتقد.
المادة 3: التمييز على أساس الدين أو المعتقد تنصل من ميثاق الأمم المتحدة وانتهاك للإعلان العالمي لحقوق الإنسان.
المادة 4: يجب على جميع الدول اتخاذ تدابير لمكافحة التعصب الديني في التشريعات وجميع جوانب الحياة بما في ذلك الحياة المدنية والاقتصادية والسياسية والاجتماعية والثقافية.
المادة 5: يكون كل طفل في مأمن من التمييز على أساس الدين أو المعتقد وله الحق في حرية التعليم حسب رغبة الوالدين أو الوصي الشرعي.
المادة 6: الحق في حرية الفكر أو الضمير أو الدين أو المعتقد يشمل حريات خاصة تبدأ بحرية العبادة أو التجمع.
المادة 7: يجب أن تُمنح الحقوق والحريات الواردة في هذا الإعلان من خلال التشريع الوطني حتى ينتفع الجميع بهذه الحقوق والحريات.
المادة 8: لا شيء مذكور في هذا الإعلان يمكن تفسيره على أنه تقييد أو انتقاص من أي حق محدد في الإعلان العالمي لحقوق الإنسان والعهدين الدوليين الخاصين بحقوق الإنسان.

## روابط خارجية
ملخص المقرر عن حرية الدين أو المعتقد
المعايير الدولية الخاصة بحرية الدين أو المعتقد
الهيئة الدولية للبرلمانيين من أجل حرية الدين أو المعتقد
حرية التعبير مقابل التحريض على الكراهية: المفوضية السامية لحقوق الإنسان وخطة عمل الرباط